# Sezonul de Formula 1 din 1953
Sezonul de Formula 1 din 1953 a fost cel de-al șaptelea sezon al curselor auto de Formula 1 FIA, și a inclus cea de-a patra ediție a Campionatului Mondial al Piloților. Sezonul a fost disputat pe parcursul a nouă curse, începând cu Marele Premiu al Argentinei pe 18 ianuarie și terminându-se cu Marele Premiu al Italiei pe 13 septembrie. În 1953 s-au desfășurat și multe alte curse care nu au făcut parte din campionat.
Italianul Alberto Ascari, conducând pentru Scuderia Ferrari, a devenit din nou campion mondial, fiind primul pilot din istoria Campionatului Mondial care reușește să își apere cu succes titlul. Și până în prezent, aceasta a fost ultima dată când campionatul piloților a fost câștigat de un pilot care concurează sub steagul italian.
Ca și în 1952, toate cursele luate în considerare pentru Campionatul Mondial al Piloților, cu excepția Indianapolis 500, au fost organizate pentru mașini care respectau regulamentele de Formula 2, mai degrabă decât de Formula 1, Indianapolis 500 rulând după reglementările AAA.

## Rezumatul sezonului
Obținând șapte din opt victorii posibile, Ferrari a dominat și în acest an campionatul. Totuși, Juan Manuel Fangio cu al său Maserati mai fragil, a fost un adversar redutabil, terminând pe locul 2 la general și câștigând la Monza. Șirul de 9 victorii consecutive al lui Ascari a fost oprit la Reims, unde victoria i-a aparținut lui Mike Hawthorn.
Primii 5 piloți la finalul fiecărei curse au primit puncte (8, 6, 4, 3, 2). Câte un punct a fost acordat pentru cel mai rapid tur de pistă. În clasamentul Campionatului Mondial s-au reținut doar cele mai bune 4 clasări ale fiecărui pilot. Pentru piloții care și-au împârțit participarea într-o cursă, punctele s-au împărțit și ele, dar în mod egal, indiferent de câte tururi a condus fiecare. În acest an s-a disputat primul Mare Premiu de Formula 1 din Argentina. Acesta a rămas în memoria iubitorilor de automobilism din cauza accidentului în care a fost implicată mașina Ferrari a lui Giuseppe Farina, care a intrat într-o zonă neprotejată a publicului, omorând nouă spectatori. Aceștia au fost primele victime din Formula 1.

## Piloții și echipele înscrise în campionat
Următorii piloți și constructori au participat în Campionatul Mondial al Piloților din 1953.
| Imagine               | Concurent                 | Constructor           | Motor                                 | Șasiu               | Pneu | Piloți                | Piloți    |
| --------------------- | ------------------------- | --------------------- | ------------------------------------- | ------------------- | ---- | --------------------- | --------- |
| Imagine               | Concurent                 | Constructor           | Motor                                 | Șasiu               | Pneu | Numele pilotului      | Etape     |
|                       | Hans Stuck                | AFM                   | Bristol BS1 2,0 L6                    | 6                   | D    | Hans Stuck            | 7, 9      |
| Helmut Niedermayr     | BMW 328 2,0 L6            | AFM                   | U8                                    | Theo Fitzau         | D    | 7                     |           |
| Günther Bechem        | BMW 328 2,0 L6            | AFM                   | 50–5                                  | Günther Bechem      | D    | 7                     |           |
| BMW Eigenbau          | Dora Greifzu              | BMW                   | BMW 328 2,0 L6                        | Eigenbau            | D    | Rudolf Krause         | 7         |
| BMW Eigenbau          | Ernst Klodwig             | BMW                   | BMW 328 2,0 L6                        | Eigenbau            | D    | Ernst Klodwig         | 7         |
| Connaught Type A      | Connaught Engineering     | Connaught             | Lea-Francis 2,0 L4                    | Type A              | D    | Roy Salvadori         | 3, 5–7, 9 |
| Connaught Type A      | Connaught Engineering     | Connaught             | Lea-Francis 2,0 L4                    | Type A              | D    | Kenneth McAlpine      | 3, 6–7, 9 |
| Connaught Type A      | Connaught Engineering     | Connaught             | Lea-Francis 2,0 L4                    | Type A              | D    | Stirling Moss         | 3         |
| Connaught Type A      | Connaught Engineering     | Connaught             | Lea-Francis 2,0 L4                    | Type A              | D    | Birabongse Bhanudej   | 5–7       |
| Connaught Type A      | Connaught Engineering     | Connaught             | Lea-Francis 2,0 L4                    | Type A              | D    | Jack Fairman          | 9         |
| Cooper T23            | Cooper Car Company        | Cooper                | Bristol BS1 2,0 L6 Alta GP 2.5 L4     | T20 T23 Special T24 | D    | Alan Brown            | 1         |
| Cooper T23            | Cooper Car Company        | Cooper                | Bristol BS1 2,0 L6 Alta GP 2.5 L4     | T20 T23 Special T24 | D    | John Barber           | 1         |
| Cooper T23            | Cooper Car Company        | Cooper                | Bristol BS1 2,0 L6 Alta GP 2.5 L4     | T20 T23 Special T24 | D    | Adolfo Schwelm Cruz   | 1         |
| Cooper T23            | Cooper Car Company        | Cooper                | Alta GP 2.5 L4                        | T20 T23 Special T24 | D    | Stirling Moss         | 5, 7, 9   |
|                       | Rennkollektiv EMW         | EMW                   | EMW 6 2,0 L6                          | R2                  | D    | Edgar Barth           | 7         |
| Ferrari Tipo 500      | Scuderia Ferrari          | Ferrari               | Ferrari 500 2,0 L4 Ferrari 553 2,0 L4 | 500 553             | P    | Alberto Ascari        | 1, 3–9    |
| Ferrari Tipo 500      | Scuderia Ferrari          | Ferrari               | Ferrari 500 2,0 L4 Ferrari 553 2,0 L4 | 500 553             | P    | Giuseppe Farina       | 1, 3–9    |
| Ferrari Tipo 500      | Scuderia Ferrari          | Ferrari               | Ferrari 500 2,0 L4 Ferrari 553 2,0 L4 | 500 553             | P    | Luigi Villoresi       | 1, 3–9    |
| Ferrari Tipo 500      | Scuderia Ferrari          | Ferrari               | Ferrari 500 2,0 L4 Ferrari 553 2,0 L4 | 500 553             | P    | Mike Hawthorn         | 1, 3–9    |
| Ferrari Tipo 500      | Scuderia Ferrari          | Ferrari               | Ferrari 500 2,0 L4 Ferrari 553 2,0 L4 | 500 553             | P    | Umberto Maglioli      | 9         |
| Ferrari Tipo 500      | Scuderia Ferrari          | Ferrari               | Ferrari 500 2,0 L4 Ferrari 553 2,0 L4 | 500 553             | P    | Piero Carini          | 9         |
| Gordini Type 16       | Equipe Gordini            | Gordini Simca-Gordini | Gordini 20 2,0 L6 Gordini 1500 1,5 L4 | Type 16 Type 15     | E    | Robert Manzon         | 1         |
| Gordini Type 16       | Equipe Gordini            | Gordini Simca-Gordini | Gordini 20 2,0 L6 Gordini 1500 1,5 L4 | Type 16 Type 15     | E    | Harry Schell          | 1, 3–7, 9 |
| Gordini Type 16       | Equipe Gordini            | Gordini Simca-Gordini | Gordini 20 2,0 L6 Gordini 1500 1,5 L4 | Type 16 Type 15     | E    | Maurice Trintignant   | 1, 3–9    |
| Gordini Type 16       | Equipe Gordini            | Gordini Simca-Gordini | Gordini 20 2,0 L6 Gordini 1500 1,5 L4 | Type 16 Type 15     | E    | Jean Behra            | 1, 4–8    |
| Gordini Type 16       | Equipe Gordini            | Gordini Simca-Gordini | Gordini 20 2,0 L6 Gordini 1500 1,5 L4 | Type 16 Type 15     | E    | Carlos Menditeguy     | 1         |
| Gordini Type 16       | Equipe Gordini            | Gordini Simca-Gordini | Gordini 20 2,0 L6 Gordini 1500 1,5 L4 | Type 16 Type 15     | E    | Pablo Birger          | 1         |
| Gordini Type 16       | Equipe Gordini            | Gordini Simca-Gordini | Gordini 20 2,0 L6 Gordini 1500 1,5 L4 | Type 16 Type 15     | E    | Roberto Mieres        | 3, 5, 9   |
| Gordini Type 16       | Equipe Gordini            | Gordini Simca-Gordini | Gordini 20 2,0 L6 Gordini 1500 1,5 L4 | Type 16 Type 15     | E    | Fred Wacker           | 3–4, 8    |
|                       | HW Motors                 | HWM                   | Alta GP 2,5 L4                        | 53                  | D    | Peter Collins         | 3–6       |
| Lance Macklin         | HW Motors                 | HWM                   | Alta GP 2,5 L4                        | 53                  | D    | 3–6, 8–9              |           |
| Paul Frère            | HW Motors                 | HWM                   | Alta GP 2,5 L4                        | 53                  | D    | 4, 8                  |           |
| Yves Giraud-Cabantous | HW Motors                 | HWM                   | Alta GP 2,5 L4                        | 53                  | D    | 5, 9                  |           |
| Duncan Hamilton       | HW Motors                 | HWM                   | Alta GP 2,5 L4                        | 53                  | D    | 6                     |           |
| Jack Fairman          | HW Motors                 | HWM                   | Alta GP 2,5 L4                        | 53                  | D    | 6                     |           |
| Albert Scherrer       | HW Motors                 | HWM                   | Alta GP 2,5 L4                        | 53                  | D    | 8                     |           |
| John Fitch            | HW Motors                 | HWM                   | Alta GP 2,5 L4                        | 53                  | D    | 9                     |           |
| Maserati A6GCM        | Officine Alfieri Maserati | Maserati              | Maserati A6 2,0 L6                    | A6GCM               | P    | Juan Manuel Fangio    | 1, 3–9    |
| Maserati A6GCM        | Officine Alfieri Maserati | Maserati              | Maserati A6 2,0 L6                    | A6GCM               | P    | José Froilán González | 1, 3–6    |
| Maserati A6GCM        | Officine Alfieri Maserati | Maserati              | Maserati A6 2,0 L6                    | A6GCM               | P    | Felice Bonetto        | 1, 3, 5–9 |
| Maserati A6GCM        | Officine Alfieri Maserati | Maserati              | Maserati A6 2,0 L6                    | A6GCM               | P    | Oscar Gálvez          | 1         |
| Maserati A6GCM        | Officine Alfieri Maserati | Maserati              | Maserati A6 2,0 L6                    | A6GCM               | P    | Johnny Claes          | 4         |
| Maserati A6GCM        | Officine Alfieri Maserati | Maserati              | Maserati A6 2,0 L6                    | A6GCM               | P    | Onofre Marimón        | 4–9       |
| Maserati A6GCM        | Officine Alfieri Maserati | Maserati              | Maserati A6 2,0 L6                    | A6GCM               | P    | Hermann Lang          | 8         |
| Maserati A6GCM        | Officine Alfieri Maserati | Maserati              | Maserati A6 2,0 L6                    | A6GCM               | P    | Sergio Mantovani      | 9         |
| Maserati A6GCM        | Officine Alfieri Maserati | Maserati              | Maserati A6 2,0 L6                    | A6GCM               | P    | Luigi Musso           | 9         |
|                       | OSCA Automobili           | OSCA                  | OSCA 2000 2,0 L6                      | 20                  | P    | Élie Bayol            | 9         |
| Veritas Meteor        | Arthur Legat              | Veritas               | Veritas 2,0 L6                        | Meteor              | E    | Arthur Legat          | 4         |
| Veritas Meteor        | Willi Heeks               | Veritas               | Veritas 2,0 L6                        | Meteor              | D    | Willi Heeks           | 7         |
| Veritas Meteor        | Ernst Loof                | Veritas               | Veritas 2,0 L6                        | Meteor              | D    | Ernst Loof            | 7         |
| Veritas Meteor        | Hans Herrmann             | Veritas               | Veritas 2,0 L6                        | Meteor              | D    | Hans Herrmann         | 7         |
| Veritas RS            | Wolfgang Seidel           | Veritas               | Veritas 2,0 L6                        | RS                  | D    | Wolfgang Seidel       | 7         |
| Veritas RS            | Theo Helfrich             | Veritas               | Veritas 2,0 L6                        | RS                  | D    | Theo Helfrich         | 7         |
| Veritas RS            | Oswald Karch              | Veritas               | Veritas 2,0 L6                        | RS                  | D    | Oswald Karch          | 7         |
| Veritas RS            | Erwin Bauer               | Veritas               | Veritas 2,0 L6                        | RS                  | D    | Erwin Bauer           | 7         |
| Imagine               | Concurent                 | Constructor           | Motor                                 | Șasiu               | Pneu | Numele pilotului      | Etape     |
| Imagine               | Concurent                 | Constructor           | Motor                                 | Șasiu               | Pneu | Piloți                |           |

Piloții și echipele private care nu și-au construit propriul șasiu și au folosit șasiurile constructorilor existenți sunt arătați mai jos.
| Concurent                 | Constructor afiliat | Motor                                  | Șasiu   | Pneu | Piloți               | Piloți      |
| ------------------------- | ------------------- | -------------------------------------- | ------- | ---- | -------------------- | ----------- |
| Concurent                 | Constructor afiliat | Motor                                  | Șasiu   | Pneu | Numele pilotului     | Etape       |
| Ecurie Rosier             | Ferrari             | Ferrari 500 2,0 L4                     | 500     | D    | Louis Rosier         | 3–7, 9      |
| Ecurie Rosier             | Ferrari             | Ferrari 500 2,0 L4                     | 500     | E    | Louis Rosier         | 8           |
| Enrico Platé              | Maserati            | Maserati A6 2,0 L6                     | A6GCM   | P    | Toulo de Graffenried | 3           |
| Ecurie Belge              | Connaught           | Lea-Francis 2,0 L4                     | Type A  | E    | Johnny Claes         | 3, 5, 7, 9  |
| Ecurie Belge              | Connaught           | Lea-Francis 2,0 L4                     | Type A  | E    | André Pilette        | 4           |
| Ken Wharton               | Cooper              | Bristol BS1 2,0 L6                     | T23     | D    | Ken Wharton          | 3, 5–6, 8–9 |
| Emmanuel de Graffenried   | Maserati            | Maserati A6 2,0 L6                     | A6GCM   | P    | Toulo de Graffenried | 4–9         |
| Georges Berger            | Simca-Gordini       | Gordini 1500 1,5 L4                    | Type 15 | E    | Georges Berger       | 4           |
| Ecurie Francorchamps      | Ferrari             | Ferrari 500 2,0 L4                     | 500     | E    | Jacques Swaters      | 4, 7–8      |
| Ecurie Francorchamps      | Ferrari             | Ferrari 500 2,0 L4                     | 500     | E    | Charles de Tornaco   | 4           |
| Louis Chiron              | OSCA                | OSCA 2000 2,0 L6                       | 20      | P    | Louis Chiron         | 5–6, 8–9    |
| Élie Bayol                | OSCA                | OSCA 2000 2,0 L6                       | 20      | P    | Élie Bayol           | 5, 8        |
| Bob Gerard                | Cooper              | Bristol BS1 2,0 L6                     | T23     | D    | Bob Gerard           | 5–6         |
| R.R.C. Walker Racing Team | Connaught           | Lea-Francis 2,0 L4                     | Type A  | D    | Tony Rolt            | 6           |
| Ecurie Ecosse             | Connaught           | Lea-Francis 2,0 L4                     | Type A  | D    | Ian Stewart          | 6           |
| Ecurie Ecosse             | Cooper              | Bristol BS1 2,0 L6                     | T20     | D    | Jimmy Stewart        | 6           |
| R.J. Chase                | Cooper              | Bristol BS1 2,0 L6                     | T23     | D    | Alan Brown           | 6           |
| Atlantic Stable           | Cooper              | Alta GP 2,5 L4                         | T24     | D    | Peter Whitehead      | 6           |
| Tony Crook                | Cooper              | Bristol BS1 2,0 L6                     | T20     | D    | Tony Crook           | 6           |
| Ecurie Espadon            | Ferrari             | Ferrari 500 2,0 L4 Ferrari 166 2,0 V12 | 500 212 | P    | Kurt Adolff          | 7           |
| Ecurie Espadon            | Ferrari             | Ferrari 500 2,0 L4 Ferrari 166 2,0 V12 | 500 212 | P    | Peter Hirt           | 8           |
| Ecurie Espadon            | Ferrari             | Ferrari 500 2,0 L4 Ferrari 166 2,0 V12 | 500 212 | P    | Max de Terra         | 8           |
| Equipe Anglaise           | Cooper              | Bristol BS1 2,0 L6                     | T23     | D    | Alan Brown           | 7, 9        |
| Equipe Anglaise           | Cooper              | Bristol BS1 2,0 L6                     | T23     | D    | Helmut Glöckler      | 7           |
| Rodney Nuckey             | Cooper              | Bristol BS1 2,0 L6                     | T23     | D    | Rodney Nuckey        | 7           |
| Escuderia Bandeirantes    | Maserati            | Maserati A6 2,0 L6                     | A6GCM   | P    | Chico Landi          | 8           |
| Scuderia Milano           | Maserati            | Maserati A6 2,0 L6                     | A6GCM   | P    | Chico Landi          | 9           |
| Scuderia Milano           | Maserati            | Maserati A6 2,0 L6                     | A6GCM   | P    | Birabongse Bhanudej  | 9           |

- Notă: Tabelele de mai sus nu includ piloții și echipele care au participat doar la cursa de Campionat Mondial de la Indianapolis.

## Calendar
Următoarele opt Mari Premii și Indianapolis 500 au avut loc în 1953.
| 1.                                      | 2.                                       | 3.                                      | 4.                                  |
| --------------------------------------- | ---------------------------------------- | --------------------------------------- | ----------------------------------- |
| Marele Premiu al Argentinei 18 ianuarie | Indianapolis 500 30 mai                  | Marele Premiu al Țărilor de Jos 7 iunie | Marele Premiu al Belgiei 21 iunie   |
| Buenos Aires (P)                        | Indianapolis (P)                         | Zandvoort (P)                           | Spa-Francorchamps (S)               |
| 5.                                      | 6.                                       | 7.                                      | 8.                                  |
| Marele Premiu al Franței 5 iulie        | Marele Premiu al Marii Britanii 18 iulie | Marele Premiu al Germaniei 2 august     | Marele Premiu al Elveției 23 august |
| Reims-Gueux (S)                         | Silverstone (P)                          | Nürburgring (P)                         | Bremgarten (S)                      |
| 9.                                      |                                          |                                         |                                     |
| Marele Premiu al Italiei 13 septembrie  |                                          |                                         |                                     |
| Monza (P)                               |                                          |                                         |                                     |
| (P) - pistă; (S) - stradă.              |                                          |                                         |                                     |

Marele Premiu al Spaniei, programat să fie organizat pe 26 octombrie, a fost anulat din motive financiare.

## Rezultate
| Etapa | Mare Premiu          | Pole position      | Cel mai rapid tur                    | Pilotul câștigător | Constructorul câștigător | Pneu | Lider   | Lider |
| Etapa | Mare Premiu          | Pole position      | Cel mai rapid tur                    | Pilotul câștigător | Constructorul câștigător | Pneu | Pilot   | Dif.  |
| ----- | -------------------- | ------------------ | ------------------------------------ | ------------------ | ------------------------ | ---- | ------- | ----- |
| 1     | MP al Argentinei     | Alberto Ascari     | Alberto Ascari                       | Alberto Ascari     | Ferrari                  | P    | ASC     | 3     |
| 2     | Indianapolis 500     | Bill Vukovich      | Bill Vukovich                        | Bill Vukovich      | Kurtis Kraft-Offenhauser | F    | ASC VUK | 0     |
| 3     | MP al Țărilor de Jos | Alberto Ascari     | Luigi Villoresi                      | Alberto Ascari     | Ferrari                  | P    | ASC     | 8     |
| 4     | MP al Belgiei        | Juan Manuel Fangio | José Froilán González                | Alberto Ascari     | Ferrari                  | P    | ASC     | 12    |
| 5     | MP al Franței        | Alberto Ascari     | Juan Manuel Fangio                   | Mike Hawthorn      | Ferrari                  | P    | ASC     | 14    |
| 6     | MP al Marii Britanii | Alberto Ascari     | Alberto Ascari José Froilán González | Alberto Ascari     | Ferrari                  | P    | ASC     | 17,5  |
| 7     | MP al Germaniei      | Alberto Ascari     | Alberto Ascari                       | Giuseppe Farina    | Ferrari                  | P    | ASC     | 13,5  |
| 8     | MP al Elveției       | Juan Manuel Fangio | Alberto Ascari                       | Alberto Ascari     | Ferrari                  | P    | ASC     | 10,5  |
| 9     | MP al Italiei        | Alberto Ascari     | Juan Manuel Fangio                   | Juan Manuel Fangio | Maserati                 | P    | ASC     | 6,5   |

## Clasamentul Campionatului Mondial al Piloților
Punctele au fost acordate pe o bază de 8–6–4–3–2 primilor cinci clasați în fiecare cursă, cu un punct suplimentar revenind pilotului care a stabilit cel mai rapid tur al cursei (dacă cel mai rapid tur a fost realizat de mai mulți piloți, punctul s-a împărțit egal la fiecare pilot). Punctele pentru piloții care au condus aceeași mașină au fost împărțite în mod egal, indiferent de cine a condus mai multe tururi. Doar cele mai bune patru rezultate au fost luate în considerare pentru Campionatul Mondial. FIA nu a acordat o clasificare în campionat acelor piloți care nu au obținut puncte.
| Poz. | Pilot                 | ARG | 500  | NLD | BEL      | FRA  | GBR  | DEU        | SUI       | ITA | Puncte      |
| ---- | --------------------- | --- | ---- | --- | -------- | ---- | ---- | ---------- | --------- | --- | ----------- |
| 1    | Alberto Ascari        | 1   |      | 1   | (1)      | (4)P | 1P R | 8P / (Ab)R | 1R        | AbP | 34,5 (46,5) |
| 2    | Juan Manuel Fangio    | Ab  |      | Ab  | AbP / Ab | 2R   | 2    | 2          | (4)P / Ab | 1R  | 28 (29,5)   |
| 3    | Giuseppe Farina       | Ab  |      | 2   | Ab       | (5)  | (3)  | 1          | 2         | 2   | 26 (32)     |
| 4    | Mike Hawthorn         | 4   |      | (4) | 6        | 1    | (5)  | 3          | 3         | (4) | 19 (27)     |
| 5    | Luigi Villoresi       | 2   |      | AbR | 2        | 6    | Ab   | 8 / Ab     | 6         | 3   | 17          |
| 6    | José Froilán González | 3   |      | 3   | AbR      | 3    | 4R   |            |           |     | 13,5 (14,5) |
| 7    | Bill Vukovich         |     | 1P R |     |          |      |      |            |           |     | 9           |
| 8    | Toulo de Graffenried  |     |      | 5   | 4        | 7    | Ab   | 5          | Ab        | Ab  | 7           |
| 9    | Felice Bonetto        | Ab  |      | 3   |          | Ab   | 6    | 4          | 4 / Ab    | Ab  | 6,5         |
| 10   | Art Cross             |     | 2    |     |          |      |      |            |           |     | 6           |
| 11   | Onofre Marimón        |     |      |     | 3        | 9    | Ab   | Ab         | Ab        | Ab  | 4           |
| 12   | Maurice Trintignant   | 7   |      | 6   | 5        | Ab   | Ab   | Ab         | Ab        | 5   | 4           |
| 13   | Sam Hanks             |     | 3    |     |          |      |      |            |           |     | 2           |
| 14   | Duane Carter          |     | 3    |     |          |      |      |            |           |     | 2           |
| 15   | Óscar Alfredo Gálvez  | 5   |      |     |          |      |      |            |           |     | 2           |
| 16   | Jack McGrath          |     | 5    |     |          |      |      |            |           |     | 2           |
| 17   | Hermann Lang          |     |      |     |          |      |      |            | 5         |     | 2           |
| 18   | Fred Agabashian       |     | 4    |     |          |      |      |            |           |     | 1,5         |
| 19   | Paul Russo            |     | 4    |     |          |      |      |            |           |     | 1,5         |
| —    | Stirling Moss         |     |      | 9   |          | Ab   |      | 6          |           | 13  | 0           |
| —    | Jean Behra            | 6   |      |     | Ab       | 10   | Ab   | Ab         | Ab        |     | 0           |
| —    | Roberto Mieres        |     |      | Ab  |          | Ab   |      |            |           | 6   | 0           |
| —    | Jimmy Daywalt         |     | 6    |     |          |      |      |            |           |     | 0           |
| —    | Harry Schell          | 7   |      | Ab  | 7        | Ab   | Ab   | Ab         |           | 9   | 0           |
| —    | Louis Rosier          |     |      | 7   | 8        | 8    | 10   | 10         | Ab        | 16  | 0           |
| —    | Ken Wharton           |     |      | Ab  |          | Ab   | 8    |            | 7         | NC  | 0           |
| —    | Birabongse Bhanudej   |     |      |     |          | Ab   | 7    | Ab         |           | 11  | 0           |
| —    | Jacques Swaters       |     |      |     | NS       |      |      | 7          | Ab        |     | 0           |
| —    | Jim Rathmann          |     | 7    |     |          |      |      |            |           |     | 0           |
| —    | Sergio Mantovani      |     |      |     |          |      |      |            |           | 7   | 0           |
| —    | Luigi Musso           |     |      |     |          |      |      |            |           | 7   | 0           |
| —    | Peter Collins         |     |      | 8   | Ab       | 13   | Ab   |            |           |     | 0           |
| —    | John Barber           | 8   |      |     |          |      |      |            |           |     | 0           |
| —    | Ernie McCoy           |     | 8    |     |          |      |      |            |           |     | 0           |
| —    | Max de Terra          |     |      |     |          |      |      |            | 8         |     | 0           |
| —    | Umberto Maglioli      |     |      |     |          |      |      |            |           | 8   | 0           |
| —    | Alan Brown            | 9   |      |     |          |      | Ab   | Ab         |           | 12  | 0           |
| —    | Fred Wacker           |     |      | NS  | 9        |      |      |            | NS        |     | 0           |
| —    | Tony Bettenhausen     |     | 9    |     |          |      |      |            |           |     | 0           |
| —    | Peter Whitehead       |     |      |     |          |      | 9    |            |           |     | 0           |
| —    | Hans Herrmann         |     |      |     |          |      |      | 9          |           |     | 0           |
| —    | Albert Scherrer       |     |      |     |          |      |      |            | 9         |     | 0           |
| —    | Louis Chiron          |     |      |     |          | 15   | NS   |            | NS        | 10  | 0           |
| —    | Paul Frère            |     |      |     | 10       |      |      |            | Ab        |     | 0           |
| —    | Jimmy Davies          |     | 10   |     |          |      |      |            |           |     | 0           |
| —    | Duke Nalon            |     | 11   |     |          |      |      |            |           |     | 0           |
| —    | André Pilette         |     |      |     | 11       |      |      |            |           |     | 0           |
| —    | Bob Gerard            |     |      |     |          | 11   | Ab   |            |           |     | 0           |
| —    | Rodney Nuckey         |     |      |     |          |      |      | 11         |           |     | 0           |
| —    | Johnny Claes          |     |      | NC  | Ab       | 12   |      | Ab         |           | Ab  | 0           |
| —    | Carl Scarborough      |     | 12   |     |          |      |      |            |           |     | 0           |
| —    | Theo Helfrich         |     |      |     |          |      |      | 12         |           |     | 0           |
| —    | Kenneth McAlpine      |     |      | Ab  |          |      | Ab   | 13         |           | NC  | 0           |
| —    | Manny Ayulo           |     | 13   |     |          |      |      |            |           |     | 0           |
| —    | Yves Giraud-Cabantous |     |      |     |          | 14   |      |            |           | 15  | 0           |
| —    | Hans Stuck            |     |      |     |          |      |      | Ab         |           | 14  | 0           |
| —    | Jimmy Bryan           |     | 14   |     |          |      |      |            |           |     | 0           |
| —    | Rudolf Krause         |     |      |     |          |      |      | 14         |           |     | 0           |
| —    | Bill Holland          |     | 15   |     |          |      |      |            |           |     | 0           |
| —    | Ernst Klodwig         |     |      |     |          |      |      | 15         |           |     | 0           |
| —    | Rodger Ward           |     | 16   |     |          |      |      |            |           |     | 0           |
| —    | Wolfgang Seidel       |     |      |     |          |      |      | 16         |           |     | 0           |
| —    | Walt Faulkner         |     | 17   |     |          |      |      |            |           |     | 0           |
| —    | Jack Fairman          |     |      |     |          |      | Ab   |            |           | NC  | 0           |
| —    | Lance Macklin         |     |      | Ab  | Ab       | Ab   | Ab   |            | Ab        | Ab  | 0           |
| —    | Roy Salvadori         |     |      | Ab  |          | Ab   | Ab   | Ab         |           | Ab  | 0           |
| —    | Élie Bayol            |     |      |     |          | Ab   |      |            | NS        | Ab  | 0           |
| —    | Chico Landi           |     |      |     |          |      |      |            | Ab        | Ab  | 0           |
| —    | Robert Manzon         | Ab  |      |     |          |      |      |            |           |     | 0           |
| —    | Carlos Menditeguy     | Ab  |      |     |          |      |      |            |           |     | 0           |
| —    | Pablo Birger          | Ab  |      |     |          |      |      |            |           |     | 0           |
| —    | Adolfo Schwelm Cruz   | Ab  |      |     |          |      |      |            |           |     | 0           |
| —    | Marshall Teague       |     | Ab   |     |          |      |      |            |           |     | 0           |
| —    | Spider Webb           |     | Ab   |     |          |      |      |            |           |     | 0           |
| —    | Bob Sweikert          |     | Ab   |     |          |      |      |            |           |     | 0           |
| —    | Mike Nazaruk          |     | Ab   |     |          |      |      |            |           |     | 0           |
| —    | Pat Flaherty          |     | Ab   |     |          |      |      |            |           |     | 0           |
| —    | Jerry Hoyt            |     | Ab   |     |          |      |      |            |           |     | 0           |
| —    | Johnnie Parsons       |     | Ab   |     |          |      |      |            |           |     | 0           |
| —    | Don Freeland          |     | Ab   |     |          |      |      |            |           |     | 0           |
| —    | Gene Hartley          |     | Ab   |     |          |      |      |            |           |     | 0           |
| —    | Chuck Stevenson       |     | Ab   |     |          |      |      |            |           |     | 0           |
| —    | Cal Niday             |     | Ab   |     |          |      |      |            |           |     | 0           |
| —    | Bob Scott             |     | Ab   |     |          |      |      |            |           |     | 0           |
| —    | Andy Linden           |     | Ab   |     |          |      |      |            |           |     | 0           |
| —    | Johnny Thomson        |     | Ab   |     |          |      |      |            |           |     | 0           |
| —    | Georges Berger        |     |      |     | Ab       |      |      |            |           |     | 0           |
| —    | Arthur Legat          |     |      |     | Ab       |      |      |            |           |     | 0           |
| —    | Jimmy Stewart         |     |      |     |          |      | Ab   |            |           |     | 0           |
| —    | Tony Rolt             |     |      |     |          |      | Ab   |            |           |     | 0           |
| —    | Ian Stewart           |     |      |     |          |      | Ab   |            |           |     | 0           |
| —    | Duncan Hamilton       |     |      |     |          |      | Ab   |            |           |     | 0           |
| —    | Tony Crook            |     |      |     |          |      | Ab   |            |           |     | 0           |
| —    | Edgar Barth           |     |      |     |          |      |      | Ab         |           |     | 0           |
| —    | Oswald Karch          |     |      |     |          |      |      | Ab         |           |     | 0           |
| —    | Willi Heeks           |     |      |     |          |      |      | Ab         |           |     | 0           |
| —    | Theo Fitzau           |     |      |     |          |      |      | Ab         |           |     | 0           |
| —    | Kurt Adolff           |     |      |     |          |      |      | Ab         |           |     | 0           |
| —    | Günther Bechem        |     |      |     |          |      |      | Ab         |           |     | 0           |
| —    | Ernst Loof            |     |      |     |          |      |      | Ab         |           |     | 0           |
| —    | Erwin Bauer           |     |      |     |          |      |      | Ab         |           |     | 0           |
| —    | Peter Hirt            |     |      |     |          |      |      |            | Ab        |     | 0           |
| —    | Piero Carini          |     |      |     |          |      |      |            |           | Ab  | 0           |
| —    | John Fitch            |     |      |     |          |      |      |            |           | Ab  | 0           |
| —    | Charles de Tornaco    |     |      |     | NS       |      |      |            |           |     | 0           |
| —    | Helmut Glöckler       |     |      |     |          |      |      | NS         |           |     | 0           |
| Poz. | Constructor           | ARG | 500  | NLD | BEL      | FRA  | GBR  | DEU        | SUI       | ITA | Puncte      |

| Legendă      | Legendă                                            |
| Culoare      | Rezultat                                           |
| ------------ | -------------------------------------------------- |
| Auriu        | Câștigător                                         |
| Argintiu     | Locul 2                                            |
| Bronz        | Locul 3                                            |
| Verde        | Alte locuri care punctează                         |
| Albastru     | Alte locuri                                        |
| Albastru     | Nu s-a clasat, dar a terminat cursa (NC)           |
| Purpuriu     | A abandonat cursa (Ab)                             |
| Negru        | Descalificat (DSC)                                 |
| Alb          | Nu a luat startul (NS)                             |
| Roșu         | Nu s-a calificat (NSC)                             |
| Fără culoare | Retras înainte de calificări (Ret)                 |
| Fără culoare | Exclus (EX)                                        |
| Fără culoare | Nu a participat (celulă goală)                     |
| Adnotare     | Însemnătate                                        |
| P            | Pole position                                      |
| R            | Cel mai rapid tur                                  |
| (6)          | Rezultatul nu a fost luat în considerare pentru CM |
| 1            | A împărțit mașina cu unul sau mai mulți piloți     |

## Alte curse importante
Aceste curse n-au contat în clasamentul Campionatului Mondial.
| Nume                                        | Nume oficial                          | Circuit             | Dată          | Câștigător           | Constructor            | Detalii |
| ------------------------------------------- | ------------------------------------- | ------------------- | ------------- | -------------------- | ---------------------- | ------- |
| Marele Premiu al Siracuzei                  | III Gran Premio di Siracusa           | Siracuza            | 22 martie     | Toulo de Graffenried | Maserati               | Detalii |
| Marele Premiu Pau                           | XIV Grand Prix de Pau                 | Pau                 | 6 aprilie     | Alberto Ascari       | Ferrari                | Detalii |
| Cupa Lavant                                 | V Lavant Cup                          | Goodwood            | 6 aprilie     | Toulo de Graffenried | Maserati               | Detalii |
| Cursa Proprietarilor de Aston Martin - F2   | II Aston Martin Owners Club           | Snetterton          | 18 aprilie    | Eric Thompson        | Connaught- Lea-Francis | Detalii |
| Marele Premiu Bordeaux                      | III Grand Prix de Bordeaux            | Bordeaux            | 3 mai         | Alberto Ascari       | Ferrari                | Detalii |
| Trofeul Internațional BRDC                  | V BRDC International Trophy           | Silverstone         | 9 mai         | Mike Hawthorn        | Ferrari                | Detalii |
| Eläintarhanajot                             | XV Eläintarhanajot                    | Eläintarharata      | 10 mai        | Rodney Nuckey        | Cooper-Bristol         | Detalii |
| Marele Premiu Napoli                        | VI Gran Premio di Napoli              | Posillipo           | 10 mai        | Giuseppe Farina      | Ferrari                | Detalii |
| Trofeul Ulster                              | VII Ulster Trophy                     | Dundrod             | 16 mai        | Mike Hawthorn        | Ferrari                | Detalii |
| Winfield JC - F2                            | I Winfield JC                         | Charterhall         | 23 mai        | Ken Wharton          | Cooper-Climax          | Detalii |
| Trofeul Coronation                          | III Coronation Trophy                 | Crystal Palace      | 23 mai        | Tony Rolt            | Connaught- Lea-Francis | Detalii |
| Marele Premiu al Frontierelor               | XXIII Grand Prix des Frontières       | Chimay              | 24 mai        | Maurice Trintignant  | Gordini                | Detalii |
| Trofeul Snetterton Coronation               | I Snetterton Coronation Trophy        | Snetterton          | 30 mai        | Tony Rolt            | Connaught- Lea-Francis | Detalii |
| Eifelrennen                                 | XVII Internationales ADAC Eifelrennen | Nürburgring         | 31 mai        | Toulo de Graffenried | Maserati               | Detalii |
| Marele Premiu Albigeois                     | XV Grand Prix de l'Albigeois          | Albi                | 31 mai        | Louis Rosier         | Ferrari                | Detalii |
| Cursa West Essex CC - F2                    | II West Essex CC Race                 | Snetterton          | 27 iunie      | Kenneth McAlpine     | Connaught- Lea-Francis | Detalii |
| Cursa Midlands MECC                         | I Midlands MECC Race                  | Silverstone         | 27 iunie      | Tony Crook           | Cooper-Alta            | Detalii |
| Marele Premiu Rouen-les-Essarts             | III Grand Prix de Rouen-les-Essarts   | Rouen-Les-Essarts   | 28 iunie      | Giuseppe Farina      | Ferrari                | Detalii |
| Trofeul Crystal Palace                      | I Crystal Palace Trophy               | Crystal Palace      | 11 iulie      | Tony Rolt            | Connaught- Lea-Francis | Detalii |
| Avusrennen                                  | IX Internationales Avusrennen         | AVUS                | 12 iulie      | Jacques Swaters      | Ferrari                | Detalii |
| Trofeul Forțelor Aeriene ale Statelor Unite | II United States Air Force Trophy     | Snetterton          | 25 iulie      | Tony Rolt            | Connaught- Lea-Francis | Detalii |
| Circuitul Lacului                           | V Circuit du Lac                      | Aix-les-Bains       | 26 iulie      | Élie Bayol           | Osca                   | Detalii |
| Cursa Bristol MC & LCC                      | I Bristol MC & LCC Race               | Thruxton            | 3 august      | Tony Rolt            | Connaught- Lea-Francis | Detalii |
| Cursa Mid-Cheshire MC                       | I Mid-Cheshire MC Race                | Oulton Park         | 8 august      | Tony Rolt            | Connaught- Lea-Francis | Detalii |
| Marele Premiu Sables                        | III Les Sables d'Olonne Grand Prix    | Les Sables-d'Olonne | 9 august      | Louis Rosier         | Ferrari                | Detalii |
| Trofeul Newcastle Journal                   | II Newcastle Journal Trophy           | Charterhall         | 15 august     | Ken Wharton          | Cooper-Bristol         | Detalii |
| Circuitul Cadours                           | V Circuit de Cadours                  | Cadours             | 30 august     | Maurice Trintignant  | Gordini                | Detalii |
| Trofeul RedeX                               | I RedeX Trophy                        | Snetterton          | 12 septembrie | Eric Thompson        | Connaught- Lea-Francis | Detalii |
| Trofeul Londrei                             | I London Trophy                       | Crystal Palace      | 19 septembrie | Stirling Moss        | Cooper-Alta            | Detalii |
| Marele Premiu al Modenei                    | IV Gran Premio di Modena              | Modena              | 20 septembrie | Juan Manuel Fangio   | Maserati               | Detalii |
| Cupa Madgwick                               | VI Madgwick Cup                       | Goodwood            | 26 septembrie | Roy Salvadori        | Connaught- Lea-Francis | Detalii |
| Memorialul Joe Fry                          | II Joe Fry Memorial Trophy            | Castle Combe        | 3 octombrie   | Bob Gerard           | Cooper-Bristol         | Detalii |
| Trofeul Curtis                              | I Curtis Trophy                       | Snetterton          | 17 octombrie  | Bob Gerard           | Cooper-Bristol         | Detalii |